# Pangkalanpari
Pangkalanpari is een bestuurslaag in het regentschap Majalengka van de provincie West-Java, Indonesië. Pangkalanpari telt 3612 inwoners (volkstelling 2010).